# 김민석 (1991년)
김민석(1991년 8월 26일~)은 대한민국의 가수로, 멜로망스의 일원이다. 2012년부터 2013년 초까지 서울예술대학교의 개신교 단체 제이어스의 보컬리스트로도 활동했다.

## 학력
- 오산중학교(졸업)
- 용산고등학교(졸업)
- 서울예술대학교 실용음악과 전문학사

## 음반 작품

### 제이어스
- 〈Jesus〉, 〈높이 계신 주께〉, 〈그 크신 하나님의 사랑〉(2012, 헤세드)
- 〈시편 139편〉(2013, 시편139편)

### 피처링
- 〈So Nice (GMF 2016 Ver.)〉(2016, Grand Mint Band)
- 〈왜 그랬을까〉(2016, 빌리어코스티 - 웃자고 한 이야기)
- 〈5cm〉(2017, 장희원)
- 〈운명〉(2018, 마리아주 - 바람기억)

### 기타
- 〈비켜줄께〉(2018, 복면가왕 138회)

## 출연 작품

### 텔레비전 프로그램
- 《너의 목소리가 보여 2》(2015) - 참가자 (세번째 나얼)
- 《너의 목소리가 보여 5》(2018) - 패널
- 《복면가왕》(2018) - 참가자 (여러분의 성화에 힘입어 출연한 성화맨)
- 《마이박스》(2018) - 참가자
- 《해피투게더》(2018) - 게스트 (전설의 조동아리 내노래를 불러줘)
- 《우주를 줄께》(2018) - 게스트
- 《다 해먹는 요리학교 오늘뭐먹지?》(2018) - 게스트
- 《서울메이트》(2018) - 게스트
- 《우리사이》 - (2022) - 게스트
- 《뉴페스타》 - (2022) - 게스트
- 《두번째 세계》 - (2022) - 게스트
- 《꼬리에 꼬리를 무는 그날 이야기》 - (2022) - 게스트
- 《전지적 참견 시점》 - (2023) - 게스트
- 《초대형 노래방 서바이벌 VS》 - (2023)- 프로듀서
- 《라디오스타》 - (2024) - 게스트

## 수상 목록

### 가요 프로그램 1위
| 연도        | 수상 내역 (총 1회)                                  |
| ----------- | --------------------------------------------------- |
| 2022년(1회) | - 취중고백 (총 1회) - 3월 20일 SBS 《인기가요》 1위 |

| 연도        | 수상 내역(총 1회)                                  |
| ----------- | -------------------------------------------------- |
| 2022년(1회) | - 취중고백(총 1회) - 3월 20일 SBS 《인기가요》 1위 |

## 기타 시상식
- 2023년 골든디스크 시상식 디지털음원 부문 본상